# 552750 Valasek
552750 Valasek è un asteroide della fascia principale. Scoperto nel 2010, presenta un'orbita caratterizzata da un semiasse maggiore pari a 2,569124 UA e da un'eccentricità di 0,104579, inclinata di 13,755809° rispetto all'eclittica.